# Thiệu Nguyên
Thiệu Nguyên là một xã thuộc huyện Thiệu Hóa, tỉnh Thanh Hóa, Việt Nam.

## Địa lý
Xã Thiệu Nguyên nằm ở phía bắc huyện Thiệu Hóa, thuộc tả ngạn sông Chu, có vị trí địa lý:
- Phía đông giáp xã Tân Châu
- Phía tây giáp thị trấn Thiệu Hóa
- Phía nam giáp thị trấn Thiệu Hóa và xã Tân Châu
- Phía bắc giáp thị trấn Thiệu Hóa và xã Thiệu Duy.

Xã Thiệu Nguyên có diện tích 6,62 km², dân số năm 2022 là 9.303 người, mật độ dân số đạt 1.405 người/km².

## Hành chính
Xã Thiệu Nguyên được chia thành 9 thôn: Nguyên Hưng, Nguyên Lý, Nguyên Sơn, Nguyên Tân, Nguyên Tiến, Nguyên Thành, Nguyên Thắng, Nguyên Thịnh, Nguyên Trung.

## Lịch sử
Vùng đất thuộc xã Thiệu Nguyên ngày nay, vào đầu thế kỉ 19 là làng Phù Nguyên thuộc huyện Thụy Nguyên, phủ Thiệu Thiên.
Cuối năm 1945, huyện Thụy Nguyên đổi thành huyện Thiệu Hóa.
Sau năm 1945, các thôn làng nêu trên thuộc xã Duy Tân, huyện Thiệu Hóa.
Năm 1953, xã Duy Tân chia thành các xã Thiệu Nguyên, Thiệu Duy và một phần xã Thiệu Hợp.
Năm 1977, xã Thiệu Nguyên cùng với các xã phía bắc sông Chu của huyện Thiệu Hóa sáp nhập với huyện Yên Định thành huyện Thiệu Yên.
Năm 1996, xã Thiệu Nguyên thuộc huyện Thiệu Hóa mới tái lập .
Từ 1990, xã Thiệu Nguyên gồm có các thôn: Nguyên Thắng, Nguyên Lý, Nguyên Thành, Nguyên Trung, Nguyên Sơn, Nguyên Thịnh, Nguyên Hưng, Nguyên Tân, Nguyên Tiến.